# Proterochersis
Proterochersis – rodzaj żółwia (Testudinata) żyjącego w triasie (noryk). Znane są dwa gatunki: P. robusta i P. porebensis. Według niektórych badaczy młodszym synonimem Proterochersis jest rodzaj Keuperotesta, a rodzaj Proterochersis zawiera 3 gatunki (trzecim gatunkiem jest wtedy P. limendorsa).

## Budowa
Proterochersis był żółwiem średniej wielkości – pancerze największych znanych okazów Proterochersis porebensis mogły osiągać długość do ok. 80 cm (skamieniałości drugiego gatunku są mniejsze). Odnaleziono osobniki o różnych rozmiarach. Według Szczygielskiego i in. (2018) było to prawdopodobnie spowodowane różnym wiekiem ontogenetycznym poszczególnych osobników. Jednak zesztywnienie skorupy, które u żółwi powoduje zazwyczaj zatrzymanie jej wzrostu, występuje u większości okazów Proterochersis, w tym u najmniejszych, które miałyby być osobnikami młodymi. Możliwy jest więc inny powód występowania osobników różnej wielkości – osobniki mniejsze mogłyby być osobnikami innej płci niż osobniki duże. Jednak obecność osobników pośrednich przeczy tej hipotezie. 
Proterochersis wykazywał dużą zmienność skorupy. U jednego okazu ślady wzrostu na niektórych tarczkach są inne, niż u pozostałych okazów, co jest interpretowane jako cecha patologiczna. Część z pozostałych różnic między poszczególnymi okazami może wynikać z ich wieku ontogenetycznego.

## Klasyfikacja
Ze względu na połączenie miednicy z pancerzem był on przez część badaczy uznawany za żółwia bokoszyjnego lub rodzaj z kladu Panpleurodira, do którego należą dzisiejsze żółwie bokoszyjne i ich najbliżsi wymarli krewni. Nowsze analizy wskazują jednak na to, że połączenie miednicy z pancerzem nastąpiło niezależnie u Proterochersis i żółwi bokoszyjnych, ponieważ jest on bardziej bazalny, niż grupa koronna żółwi. 
Według Szczygielskiego i Suleja (2016) Proterochersis jest bardziej zaawansowany od Odontochelys, ale bardziej prymitywny od wszystkich pozostałych żółwi, jest więc najprymitywniejszym żółwiem z całkowitym pancerzem (Testudinata).

## Gatunki

### P. robusta
Gatunek, którego skamieniałości znaleziono w Niemczech (dolne pokłady formacji Löwenstein). Datowany jest na wczesny – środkowy noryk. Szczygielski i Sulej (2016) uznali za jego młodsze synonimy Murrhardtia staeschei i Proterochersis intermedia.

### P. porebensis
Gatunek, którego skamieniałości znaleziono w Polsce (Poręba, warstwy ze Zbąszynka). Datowany jest na środkowy – późny noryk.

### ?P. limendorsa
Gatunek, którego skamieniałości znaleziono w Niemczech (dolne pokłady formacji Löwenstein). Datowany jest na noryk. Gatunek ten został nazwany przez Szczygielskiego i Suleja (2016) jako Keuperotesta limendorsa. Joyce uznał Keuperotesta za młodszy synonim Proterochersis i stworzył nową kombinację - Proterochersis limendorsa. Szczygielski i Sulej (2018) za właściwsze uznali używanie nazwy Keuperotesta.